# Jocrisse
Pour l’article ayant un titre homophone, voir Jo Crisse.
 (février 2022).
Si vous disposez d'ouvrages ou d'articles de référence ou si vous connaissez des sites web de qualité traitant du thème abordé ici, merci de compléter l'article en donnant les références utiles à sa vérifiabilité et en les liant à la section « Notes et références ».
Jocrisse  est un personnage de comédie.
L’un des nombreux types du valet bouffon, Jocrisse est particulièrement l’incarnation populaire de la niaiserie et de la maladresse. Sa bêtise est inoffensive, elle est si complète qu’elle suffit elle-même au spectacle et n’a pas besoin, comme celle de Gille, du contraste de la vivacité d’un Arlequin ou d’une Colombine. C’est un benêt qui se laisse gouverner et qui s’occupe, dans le ménage, des petits soins qui conviennent le moins à un homme.
Son nom et sa réputation remontent très haut, et sa manière de « mener les poules » est déjà proverbiale chez les écrivains du XVIe siècle. Dans Les Femmes savantes (Acte V, sc. 3), Molière fait dire à Martine :

« Si j’avais un mari, je le dis,

Je voudrais qu’il se fît le maître du logis :

Je ne l’aimerais point s’il faisait le jocrisse. »

Comme personnage de théâtre, Jocrisse a pris de l’importance dans les scènes de genre, à la suite de Janot qu’il a éclipsé, grâce aux amusantes comédies de Dorvigny, dont il est le héros et dont Brunet fut l’excellent interprète.
En personnifiant Jocrisse, Brunet contribua puissamment à la fortune de cette espèce de Pierrot parlant, aussi maladroit, aussi bête et en même temps aussi bon que le rival toujours malheureux d’Arlequin. Jocrisse, avec ses bas chinés, sa petite culotte, sa veste rouge et sa perruque à queue, régna longtemps en maître sur les théâtres secondaires français, et son type se perpétua dans une foule de pièces dont il était le héros : Le Désespoir de Jocrisse, comédie-folie en deux actes dramatisée par Dorvigny et jouée par Baptiste Cadet (1791), la plus ancienne et la meilleure de ces farces, eut une vogue prodigieuse. On y voit Jocrisse adolescent au service de M. Duval, commissionnaire en vins, escorté de Nicette sa sœur, de Nicole sa mère et de son petit frère Colin, représenté par Mademoiselle Mars enfant. Non seulement il casse déjà les porcelaines et les meubles, mais il ouvre la cage du serin favori qui s’envole au dehors, poursuivi par le chat de M. Duval. Le chat veut croquer l’oiseau, qui s’échappe ; le chien veut manger le chat ; Jocrisse casse la patte de l’angora d’un coup de bâton et fait fuir Azor, qui se perd et ne revient pas. En partant pour la ville, M. Duval avait écrit le mot « poison » sur un panier de vin de Bourgogne, afin de le soustraire à la gourmandise de Jocrisse ; mais Jocrisse, désespéré par ses bris de porcelaine, boit toutes les bouteilles de « poison », afin que son maître ne le retrouve pas vivant, et il est ivre-mort quand M. Duval revient pour lui pardonner ses bévues.
Dorvigny continua ce type favori, en 1797, avec Jocrisse congédié, puis vinrent Jocrisse changé de condition et Jocrisse jaloux (1803). En (1804), Sidony et Servières, s’emparant sans façon du sujet de leur confrère, firent jouer un Jocrisse suicidé. En 1809, Désaugiers donna un Jocrisse aux enfers. Armand Gouffé s’empara à son tour du personnage et fit jouer une pièce intitulée Jocrisse autre part. Dumersan et Brazier font jouer en 1810 un Jocrisse grand-père, puis un Jocrisse apprenti cornac et un Jocrisse chef de brigands. Sewrin confectionne un Jocrisse maître et valet et un Jocrisse corrigé ; Patrat invente un Jocrisse commissionnaire ; Honoré un Jocrisse au Palais-Royal. Puis Duvert et Varner donnèrent à leur tour, en 1841, la Sœur de Jocrisse, avec Alcide Tousez dans le rôle de Jocrisse, et Lemenil celui de Monsieur Duval. On vit aussi un Jocrisse en ménage, un Jocrisse marié, un Jocrisse millionnaire, un Jocrisse somnambule, Jocrisse presque seul, Jocrisse au bal de l’Opéra, etc.
Antoine Mandelot, dit Bobèche, tint le rôle de Jocrisse sur le Boulevard du Crime à Paris pendant le début du XIXe siècle. Il remporta avec ce personnage un succès considérable aux côtés de son inséparable compagnon Auguste Guérin, dit Galimafré.
Même lorsque Jocrisse eut disparu de la scène, son nom resta comme un synonyme de bêtise, de bonasserie et de candeur naïve. On attribue à De Gaulle une parole y faisant référence pour railler le Président du Conseil du moment, Georges Bidault, en 1946.
Dans la bande dessinée Coke en stock, album des Aventures de Tintin, le capitaine Haddock insulte le commandant d'un navire négrier et lui envoie, entre autres, un « Jocrisse ! » pendant que les deux bateaux s'éloignent l'un de l'autre.